# Fundeni (Călărași)
Fundeni é uma comuna romena localizada no distrito de Călăraşi, na região de Muntênia. A comuna possui uma área de  km² e sua população era de 4881 habitantes segundo o censo de 2007.